# جبل طارق بيديا
جبل طارق بيديا (بالإنجليزية GibraltarpediA) مشروع تشاركي يربط بين موسوعة ويكيبيديا وجبل طارق، أحد أقاليم ما وراء البحار البريطانية. يهدف المشروع لأن يجعل من جبل طارق أول مدينة ويكيبيدية في العالم، مقتديا بمبادرة مونموثبيديا. تم الإعلان عن المشروع خلال يومي 12 و13 يوليو 2012 بواشنطن العاصمة، من خلال شراكة بين مؤسسة ويكيميديا وحكومة جبل طارق.

## المشروع
عن طريق الرموز المربعة التي يوفرها المشروع، سيكون بإمكان الهواتف الذكية الوصول لمقالات ويكيبيديا التي تغطي المواضيع البارزة في جبل طارق، شاملة الثروة الحيوانية والنباتية في المنطقة، الثقافة والتاريخ. يهدف المشروع لأن يوفر المقالات بأكبر عدد ممكن من اللغات مع مساهمة السكان المحليين، الأكاديميين، المؤرخين، المثقفين والويكيبيديين حول العالم. ستكون المقالات متاحة لزوار جبل طارق القادرين على التعامل مع الرموز المربعة (عن طريق التطبيقات المجانية للهواتف الذكية)، وبالتالي الوصول للمقال بلغة الهاتف الافتراضية. بدأت الفكرة مع تايسون لي هوملس الذي اطلع عن مونموثبيديا، وبالتالي تواصل مع ستيوارت فينلايسون، المسؤول في متحف جبل طارق، والذي بدوره تواصل مع ويكيميديا المملكة المتحدة للمساعدة في إطلاق المبادرة.

## البعد الشمال الأفريقي
اقترح نيل كوستا، وزير السياحة بجبل طارق، خلال لقاء مع منظمي مونموثبيديا، توسيع المبادرة لتشمل شمال أفريقيا، في إطار التشجيع على فتح الموروث الثقافي للمنطقة ورقمنته. وبالتالي ستستفيد مبادرة جبل طارق بيديا من المعرفة اللغوية للمجتمعات المحلية الناطقة بالإنجليزية، وكذلك الإسبانية، العربية، الهندية والعبرية.

## وصلات خارجية
- موقع المشروع
- الإعلان عن المشروع في مدونة مؤسسة ويكيميديا
- صفحة جبل طارق بيديا بمشاريع ويكي